# Chionodes
Chionodes é um gênero de traça pertencente à família Agonoxenidae.